# Lau Kar Leung
Lau Kar-leung (劉家良T, 刘家良S, Liú JiāliángP) (Guangdong, 28 luglio 1936 – Hong Kong, 25 giugno 2013) è stato un regista, coreografo e attore cinese.

## Biografia
È ben conosciuto all'estero per i film che diresse durante gli anni settanta e ottanta con lo Shaw Scope, nessuno dei quali è mai arrivato nei cinema italiani. Uno dei suoi lavori più famosi è 36ª camera dello Shaolin, 1978, in cui recitava il suo fratello adottivo, Gordon Liu.
Prima di divenire famoso come regista, Lau guadagnava degli extra lavorando come coreografo nei film in bianco e nero di Wong Fei-hung, grazie a suo padre Leung Charn, uno dei primi maestri di kung-fu a darsi al cinema, attore fisso della serie nel ruolo del maestro, realmente esistito, Lam Sai-wing. Su tali set incontrò con il coreografo ufficiale di Hong, Tong Gaai sul set di Dragone del sud, Fenice del nord, del 1963. Questa sarebbe poi divenuta una fruttuosa collaborazione che sarebbe continuata sino alla metà degli anni '70.
Negli anni sessanta divenne uno dei coreografi principali dei fratelli Shaw e ebbe una forte collaborazione con il regista Chang Cheh, lavorando fianco a fianco con questi in alcuni dei suoi più famosi film (sempre in secondo piano rispetto a Tong Gaai) incluso il fondamentale Mantieni l'odio per la tua vendetta così come altri film dei fratelli Shaw. Dopo una lite con Chang sul set di L'inferno dei mongoli, Lau si aprì la strada verso la regia e divenne a tutti gli effetti un regista quando l'improvviso boom dei film di kung fu dei primi anni 70 (per la precisione 1973-74) era già in declino, il che impedì a gran parte dei suoi lavori, che datano dal 1976 in poi, di penetrare in Occidente con regolarità. Occasionalmente si occupò - come coreografo - dello sviluppo di alcune pellicole come La ghigliottina volante, non prodotte dai fratelli Shaw.
Dopo la fine delle attività dei fratelli Shaw negli anni ottanta, Lau cambiò corrente e continuò a dirigere e coreografare film. Il suo più famoso film del periodo post-collasso è senza dubbio Drunken Master 2, che è riconosciuto essere uno dei migliori film di arti marziali da molti fan. È ben risaputo che il regista e la star del film, Jackie Chan, ebbero da ridire sullo stile di combattimento da utilizzare nel film: la situazione sfociò nell'abbandono del set da parte di Lau e nella presa della regia di Chan. Più recentemente, Lau ha recitato e diretto le coreografie del film wuxia di Tsui Hark, Seven Swords.
Nella vita reale, Lau pratica lo stile di kung fu dell'Hung Gar. Senza sorpresa, molti dei suoi film parlano della storia dell'Hung Gar e di chi lo pratica. Infatti, Lau ha un collegamento con Wong Fei-hung, leggendario maestro dello stile Hung Gar, vissuto a cavallo tra '800 e '900. Recentemente, Lau si è avventurato nell'apertura di un'accademia dell'Hung Gar con il suo amico Mark Houghton. Nel 2007 è apparso nel ruolo di se stesso nel documentario Dragonland-L'urlo di Chen terrorizza ancora l'Occidente scritto e diretto da Lorenzo De Luca. In esso Lau si racconta, dall'infanzia al successo, commentando al contempo la perdita di valori verso le tradizioni nell'odierna Hong Kong. Il documentario, trasmesso da Rai 4 nel 2010 ed uscito in DVD nel 2011, rappresenta la sua unica partecipazione italiana. Per gli Americani egli è il "Sergio Leone del Kung-fu".

## Filmografia parziale

### Regista
- I distruttori del tempio Shaolin (1976)
- La sfida dei titani (1976)
- 36ª camera dello Shaolin (1978)
- La mantide dello Shaolin (1978)
- Lo Shaolin sfida i Ninja (1978)
- Mad Monkey Kung Fu (1979)
- Quel bastardo di Ho (1979)
- La mia giovane zia (1980)
- Ritorno alla 36ª camera (1980)
- Le leggendarie armi della Cina (1982) - anche sceneggiatore
- Lo Shaolin e i Wu-Tang (1983)
- Invincible Pole Fighter (1983) - anche sceneggiatore
- I discepoli della 36ª camera (1985) - anche sceneggiatore
- Drunken Master 2 (1994)
- Drunken Master 3 (1994)
- Drunken Monkey (2002)

### Coreografo
- L'arco di giada (1966)
- Gli spadaccini mutilati (1967)
- L'assassino (1967)
- Rondine dorata (1968)
- Il ritorno degli spadaccini mutilati (1969)
- Gli eroi (1970)
- Gli audaci anonimi eroi (1971)
- Il boxer di Shantung (1972)
- The water margin (1972)
- Cinque dita di violenza (1972)
- Fratelli di sangue (1973)
- La guardia (1973)
- Due eroi (1974)
- Cinque maestri Shaolin (1974)
- La leggenda dei sette vampiri (1974)
- La ghigliottina volante (1974)
- Vendicatori sanguinari (1975)
- La sfida dei titani (1976)
- I distruttori del tempio Shaolin (1977)
- 36ª camera dello Shaolin (1978)
- La mantide dello Shaolin (1978)
- Lo Shaolin sfida i Ninja (1978)
- Mad Monkey Kung Fu (1979)
- Quel bastardo di Ho (1979)
- La mia giovane zia (1980)
- Master Killer 2 (1980)
- Il clan del Loto Bianco (1980)
- Le leggendarie armi della Cina (1982)
- Lo Shaolin e i Wu-Tang (1983)
- Invincible Pole Fighter (1983)
- Master Killer 3 (1985)
- Operazione scorpione (1992)
- Drunken Master 2 (1994)
- Drunken Monkey (2002)
- Seven Swords (Qi jian), regia di Tsui Hark (2005)

### Attore
- Il tempio del Loto Rosso (1965)
- La sfida dei titani (1976)
- Lo Shaolin sfida i Ninja (1979)
- Mad Monkey Kung Fu (1979)
- La mia giovane zia (1980)
- Le leggendarie armi della Cina (1982)
- Invincible Pole Fighter (1983)
- Pedicab Driver (1989)
- Operazione scorpione (1992)
- Drunken Master 2 (1994)
- Drunken Monkey (2002)
- Seven Swords (Qi jian), regia di Tsui Hark (2005)
- L'urlo di Chen terrorizza ancora l'Occidente (2010, sé stesso)